# Eburna
Eburna is een geslacht van weekdieren uit de klasse van de Gastropoda (slakken).

## Soorten
- Eburna balteata G. B. Sowerby I, 1823
- Eburna glabrata (Linnaeus, 1758)
- Eburna lienardii (Bernardi, 1859)